# 733 (szám)
A 733 (római számmal: DCCXXXIII) egy természetes szám, prímszám.

## A szám a matematikában
A tízes számrendszerbeli 733-as a kettes számrendszerben 1011011101, a nyolcas számrendszerben 1335, a tizenhatos számrendszerben 2DD alakban írható fel.
A 733 páratlan szám, prímszám. Jó prím. Mírp. Pillai-prím. Kiegyensúlyozott prím. Normálalakban a 7,33 · 102 szorzattal írható fel.
A 733 négyzete 537 289, köbe 393 832 837, négyzetgyöke 27,07397, köbgyöke 9,01643, reciproka 0,0013643. A 733 egység sugarú kör kerülete 4605,57483 egység, területe 1 687 943,175 területegység; a 733 egység sugarú gömb térfogata 1 649 683 129,9 térfogategység.
A 733 helyen az Euler-függvény helyettesítési értéke 732, a Möbius-függvényé −1.